# Universidad de Agricultura de China
La Universidad de Agricultura de China (en chino, 中国 农业 大学; pinyin, Zhōngguó Nóngyè Daxue; 农大 abreviado / Nóngdà) es una Universidad de Pekín, China, especializada en agricultura, biología, ingeniería, medicina veterinaria, economía, gestión, humanidades y ciencias sociales. Se formó en 1995 mediante la fusión de la Universidad de Agricultura de Pekín y la Universidad de Ingeniería Técnica Agrícola de Pekín. En la actualidad hay más de 20.000 universitarios y 3.000 estudiantes postgraduados estudiando en esta universidad. El nuevo pabellón deportivo de la Universidad fue sede de la disciplina de lucha libre durante los Juegos Olímpicos de 2008.
La historia de esta universidad se remonta a 1905 cuando se fundó la Escuela de Agricultura en la antigua Xuetang Jingshi Da (antigua Universidad Imperial de Pekín). La Universidad de Agricultura de Pekín se fundó en septiembre de 1949 mediante  la fusión de la Escuela de Agricultura de la Universidad de Pekín, la Escuela de Agricultura de la Universidad Tsinghua  y la Escuela de Agricultura de la Universidad del Norte de China. La nueva Universidad de Agricultura de Pekín fue catalogada por el Consejo de Estado como una de las seis universidades claves a nivel nacional, así como una de las diez Universidades clave para su mejora. Más tarde se fusionaron también diversos otros centros relacionados con la mecanización y máquinas agrícolas.
La Universidad de Agricultura de China es la institución superior en China para estudios agrícolas.
La CAU (siglas utilizadas en su denominación, tomadas de su nombre en inglés "China Agricultural University") tiene un programa de intercambio con la Facultad de Agricultura de la Universidad de Tokio desde 1988.

## Departamentos
- Facultad de Agronomía y Biotecnología
- Facultad de Ciencias Biológicas
- Facultad de Ciencia y Tecnología Animales
- Facultad de Medicina Veterinaria
- Facultad Ciencias de la Alimentación e Ingeniería Alimentaria
- Facultad de Ciencias de los Recursos y Medio Ambiente
- Facultad de Ingeniería de la Información y Eléctrica
- Facultad de Ingeniería
- Facultad de Conservación del Agua e Ingeniería Civil
- Facultad de Ciencias
- Facultad de Economía y Gestión
- Facultad de Humanidades y  Desarrollo
- Colegio Internacional en Pekín
- Escuela de Educación Continua
- Departamento de Educación Artística y Educación Física
- Departamento de Educación Ideológica
- Academia Yantai de la Universidad de Agricultura de China (Campus Yantai)
- Universidad de Construcción (Ingeniería Rural) de Pekín

## Biblioteca
La Biblioteca de la Universidad de Agricultura de China se compone de dos partes, la biblioteca Este (nº 17 de la calle Qinghua Dong Lu) y la biblioteca del Oeste (nº 2 de Yuanmingyuan Xi Lu) que ocupan 21.665 metros cuadrados y poseen 2.774 puestos de lectura.
La Biblioteca (CAUL, en inglés, China Agricultural University Library) ) es una de las bibliotecas más importantes sobre la educación y la investigación agrícola en China. Sus colecciones incluyen tanto documentos en papel, que suman más de 170 millones de volúmenes, y más de 147 millones de documentos electrónicos. La biblioteca se concentra en los temas relativos a la agronomía, la biología y la ingeniería agrícola.
El personal de la biblioteca es de 116 personas,  de los cuales 39 son  bibliotecarios. De su personal, 29 son post-graduados.  La biblioteca funciona también como Centro Nacional de Información Agraria, CALIS (China Academic Library and Inforamtion System) y como Centro Nacional de libros extranjeros sobre agricultura. La biblioteca de Agricultura del Distrito de Haidian está afiliada a la Biblioteca de la Universidad de Agricultura de China.
CAUL estableció un sistema de información automático del servicio ya en 1995. Esto ahora se ejecuta de manera eficiente y con éxito.
La formación del usuario es una de las principales funciones de la CAUL. La colección ofrece diferentes tipos de cursos de capacitación y talleres para estudiantes y profesores cada año. CAUL ha estado desarrollando activamente la comunicación y la cooperación internacionales.

## Pabellón de deportes

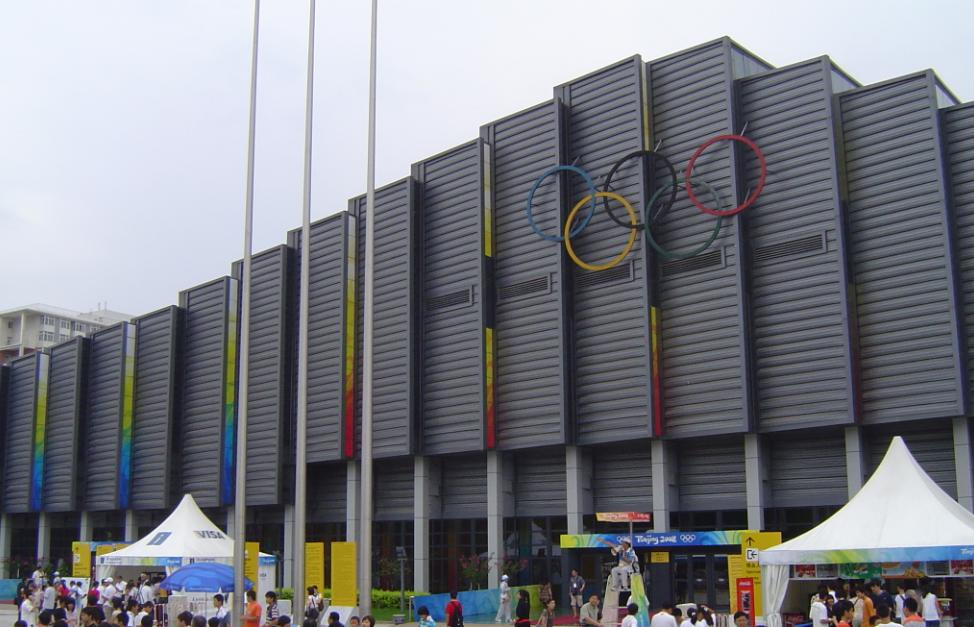

El Pabellón de deportes de la Universidad de Agricultura de China (chino simplificado: 中国 农业 大学 体育馆; chino tradicional: 中国 农业 大学 体育馆, pinyin: Zhōngguó Nóngyè Daxue Tǐyùguǎn) es un pabellón deportivo situado en el campus de la Universidad de Agricultura de China en Pekín. Fue sede de los eventos de lucha libre de los Juegos Olímpicos de 2008. El tejado del pabellón tiene un curioso diseño en escalones.
El pabellón cubre una superficie de 23.950 metros cuadrados y tiene una capacidad de 8.200 espectadores, reducida a 6.000 después de las Olimpiadas. Se ha convertido en un complejo deportivo para los estudiantes de la Universidad de Agricultura de China después de los Juegos Olímpicos.
La construcción se inició el primer semestre de 2005 y se terminó en julio de 2007.

## Rugby
Esta Universidad ha desempeñado un papel clave en el restablecimiento del rugby 7 en China. El rugby volvió a surgir en la República Popular China en 1990, con un club formado en la Universidad Agrícola de Beijing. El profesor Chao Xihuang introdujo este deporte a través de un hombre de negocios japonés creando un par de equipos.